# Società Medico Chirurgica di Pavia

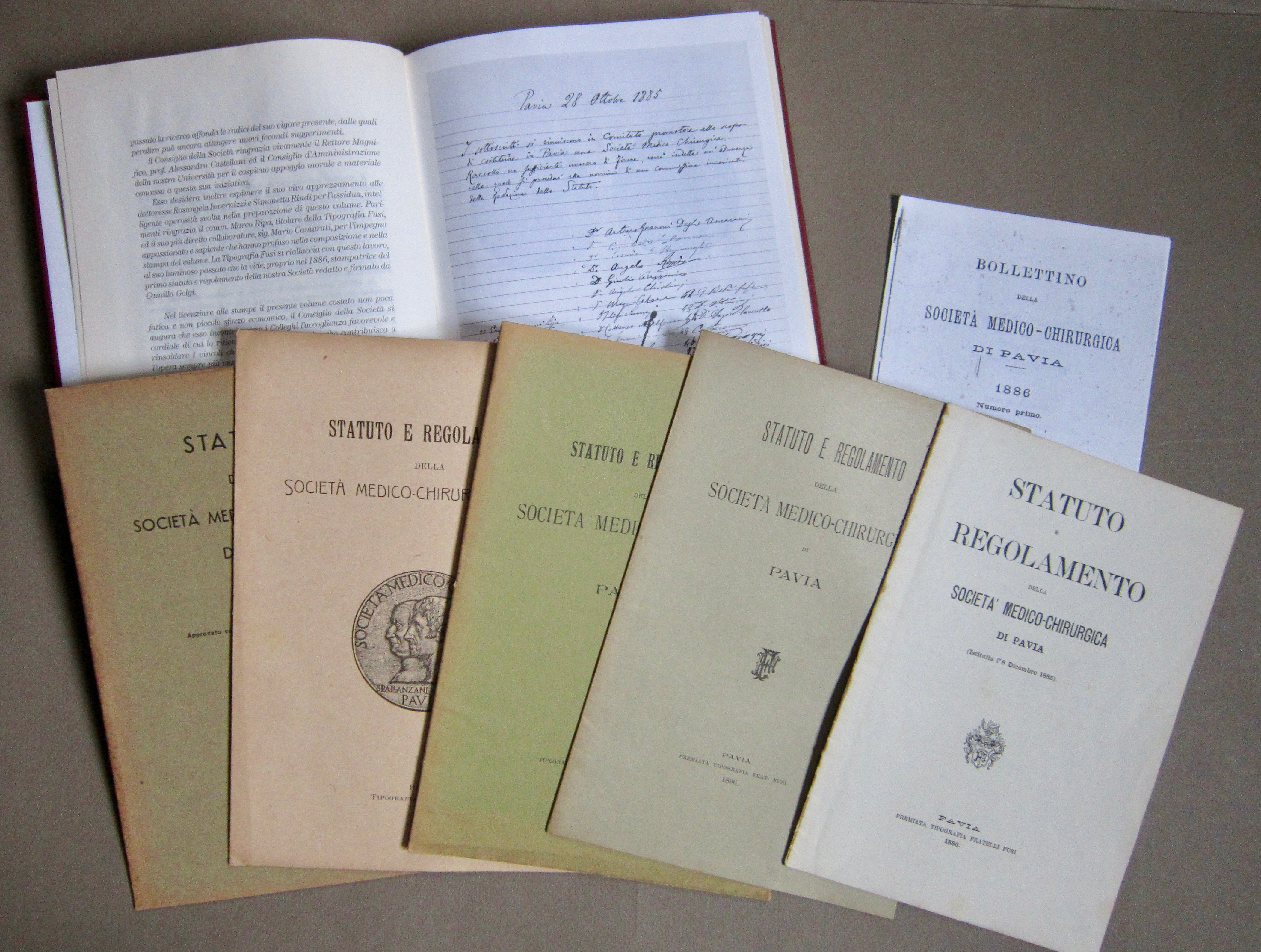
Statuti e Regolamenti della Società Medico Chirutgica di Pavia, 1886, 1896, 1908, 1928, 1937. Il volume degli indici dei lavori pubblicati (1927-1984) sul Bollettino della Società Medico-Chirurgica di Pavia, contiene la riproduzione fotografica del documento fondativo della Società con le firme dei soci fondatori (sono riconoscibili quelle di illustri medici e scienziati quali Golgi, Sormani, Grocco, Cuzzi, Bottini, Oehl, Pestalozzi).

La Società Medico Chirurgica di Pavia è stata fondata nel 1885 con lo scopo di favorire gli incontri fra cultori delle scienze biologiche, in particolare medici e chirurghi, al fine di diffondere le conoscenze scientifiche in questo campo. Dal 1887 è organo ufficiale della Facoltà di Medicina e Chirurgia dell'Università di Pavia.

## Storia
La Società Medico Chirurgica di Pavia sorge per iniziativa di un giovane assistente della Clinica Ostetrica, Arturo Guzzoni degli Ancarani, che riesce ad ottenere un numero elevato di adesioni fra professori, colleghi e medici della città; in un documento datato 28 ottobre 1885, che attesta la costituzione di un comitato promotore di 41 membri, si riconoscono le firme di Camillo Golgi, Giuseppe Sormani, Pietro Grocco insieme a quelle di altri nomi della medicina pavese.
In una prima riunione, indetta per il giorno 8 dicembre dello stesso anno, viene formalmente istituita la Società, il cui statuto al primo punto ne stabilisce lo scopo: “È istituita in Pavia una Società medico-chirurgica allo scopo di promuovere e di incoraggiare lo studio ed il progresso della medicina, della chirurgia e delle scienze affini”.  Nel documento redatto per la fondazione della Società, accanto alle firme dei promotori, compaiono come fondatori altri illustri nomi come Alessandro Cuzzi, fondatore della prima clinica ginecologica d'Italia, Enrico Bottini, Eusebio Oehl ed Ernesto Pestalozza. Camillo Golgi è eletto Presidente.
Nel gennaio 1886, in concomitanza con l'inizio delle sedute scientifiche ordinarie della Società, nasce il Bollettino della Società Medico Chirurgica di Pavia che ne riporta i resoconti dell'attività scientifica, insieme alla notizie più importanti riguardanti la vita della Società.
Tra le altre iniziative editoriali, nel 1935, in occasione del cinquantenario della sua fondazione, la Società cura la pubblicazione dell'epistolario di Antonio Scarpa, edito a Pavia nel 1938, che  raccoglie una parte delle lettere, sia edite che inedite, dello studioso.
Nel periodo fra le due guerre mondiali e nel secondo dopoguerra l'attività della Società è particolarmente intensa: nel campo della medicina interna sono in primo piano i contributi della scuola di Adolfo Ferrata, nei suoi molteplici interessi ematologici, oncologici, cardiologici ed endocrinologici, mentre in campo chirurgico sono numerosi i lavori delle scuole chirurgiche ed ostetriche pavesi. Di rilievo anche le pubblicazioni in ambito istologico, farmacologico e biochimico.
Ancora oggi la Società Medico Chirurgica di Pavia continua a svolgere la sua attività, tenendo con regolarità mensile le riunioni scientifiche.
La Società possiede una biblioteca storica, dotata di volumi e di numerose riviste italiane e straniere risalenti per lo più alla fine del XIX secolo, che è attualmente conservata presso la biblioteca di Area medica Adolfo Ferrata e che costituisce il Fondo della Società Medico Chirurgica di Pavia.

## Presidenti
I presidenti che hanno contribuito alle fortune della Società sono stati:
- Camillo Golgi (1885-1888)
- Giuseppe Sormani (1889-1890)
- Alessandro Cuzzi (1891-1892)
- Gioele Filomusi Guelfi (1893-1894)
- Camillo Golgi (1895-1897)
- Francesco Falchi (1898-1901)
- Luigi Sala (1902-1904)
- Innocente Clivio (1905-1907)
- Arturo Marcacci (1908-1910)
- Umberto Mantegazza (1911-1912)
- Achille Monti (1912-1918)
- Luigi Zoja (1919-1921)
- Emilio Alfieri (1922-1927)
- Adolfo Ferrata (1928-1932)
- Antonio Pensa (1933-1938)
- Giovanni Morone (1939-1946)
- Carlo Vercesi (1947-1947)
- Giorgio Falchi (1948-1976)
- Salvatore Donati (1977-1982)
- Vittorio Malamani (1983-2007)
- Edoardo Ascari (2008-)

## Presidenti onorari
Nell'anno 1907 Camillo Golgi, premio Nobel per la Medicina 1906, è stato eletto Presidente Onorario.

## Pubblicazioni
Numerosi sono i lavori di notevole importanza per la storia della medicina che sono pubblicati sul Bollettino della Società Medico Chirurgica di Pavia.
In particolare, nel periodo precedente la prima guerra mondiale sono da ricordare la comunicazione di Golgi relative alla scoperta dell'apparato che prenderà il suo nome, i lavori di Golgi sul ciclo del parassita malarico e sulla struttura delle cellule nervose, i contributi di Adelchi Negri sui corpuscoli della rabbia, riferiti nella seduta del 23 marzo 1903 e pubblicati l'anno seguente ed altri contributi riguardanti sia  la medicina clinica che la medicina pubblica.
Il Bollettino è attualmente l'organo ufficiale della Facoltà di Medicina e Chirurgia dell'Università di Pavia.

## Il fondo librario
Il Fondo della Società Medico Chirurgica è conservato presso la Biblioteca di area medica Adolfo Ferrata dell'Università di Pavia. Raccoglie oltre 1800 volumi: trattati italiani e stranieri, soprattutto in francese e tedesco, risalenti per lo più alla fine del XIX secolo, che sono stati collezionati e conservati da diversi membri e presidenti della Società nel corso degli anni, fino a costituire una vera e propria biblioteca. Fanno parte del fondo anche oltre 12.000 estratti, datati tra il 1831 e il 1933, raccolti dal patologo Achille Monti.
Il Fondo raccoglie opere che trattano i principali settori della medicina e della chirurgia, redatte anche da illustri clinici del tempo: trattati di malattie gastrointestinali, cardiache, dermatologiche, neurologiche e psichiatriche, nonché manuali relativi alla terapia delle malattie dell'apparato respiratorio, in particolare della tubercolosi. Varie opere riguardano il trattamento della sifilide, del tifo e della malaria, a testimonianza della diffusione e dell'importanza per la salute pubblica di queste infezioni all'inizio del secolo scorso. Altri trattati illustrano tecniche chirurgiche innovative per i tempi, utilizzate in vari ambiti patologici: ginecologico-urologico, gastrointestinale, otorinolaringoiatrico.
Di particolare rilievo sono le pubblicazioni in ambito istologico, anatomico, farmacologico e microbiologico. Fra di esse meritano di essere ricordati i trattati di Istologia normale, Patologia generale e Istopatologia di Camillo Golgi, pubblicati nel 1903, il trattato del 1898 di Achille Monti sui dati fondamentali della patologia moderna, e la raccolta delle opere scientifiche di Giulio Bizzozero pubblicate nel 1905.
Oltre 100 volumi sono editi prima del 1830: tra questi particolare pregio hanno i trattati anatomici dal medico svizzero Albrecht von Haller, pubblicati dal 1768 al 1775, la prima edizione di Anatomici summi septemdecim tabulae di Giovanni Domenico Santorini, e l’Opera medica universa di Lazare Rivière, pubblicata a Venezia nel 1683, che rappresenta il documento più antico del fondo. La biblioteca della Società, inoltre, in passato ha spesso ricevuto in omaggio volumi delle raccolte personali di medici e studiosi pavesi o che hanno lavorato a Pavia: sono così presenti, per esempio, volumi originali di alcuni docenti della seconda metà del ‘700, come quelli di igiene e salute pubblica di Johan Peter Frank e quelli del neurologo svizzero Samuel Auguste Tissot.
Durante il suo più che secolare periodo di attività, la Società Medico Chirurgica di Pavia è venuta acquisendo anche una serie di riviste scientifiche, sia italiane, sia straniere: in particolare sono presenti molte pubblicazioni di altre Società Medico Chirurgiche, a partire dalla data della loro fondazione, tra cui quelle delle Università di Bologna, Torino e Padova.